# Gaidropsarus
Gaidropsarus es un género de peces de la familia Lotidae, del orden Gadiformes. Este género marino fue descrito por primera vez en 1810 por Constantine Samuel Rafinesque.

## Especies
Especies reconocidas del género:
- Gaidropsarus argentatus (J. C. H. Reinhardt, 1837)
- Gaidropsarus biscayensis (Collett, 1890)
- Gaidropsarus capensis (Kaup, 1858)
- Gaidropsarus ensis (J. C. H. Reinhardt, 1837)
- Gaidropsarus granti (Regan, 1903)
- Gaidropsarus guttatus (Collett, 1890)
- Gaidropsarus insularum Sivertsen, 1945
- Gaidropsarus macrophthalmus (Günther, 1867)
- Gaidropsarus mediterraneus (Linnaeus, 1758)
- Gaidropsarus novaezealandiae (Hector, 1874)
- Gaidropsarus pacificus (Temminck & Schlegel, 1846)
- Gaidropsarus pakhorukovi Shcherbachev, 1995
- Gaidropsarus parini Svetovidov (ru), 1986
- Gaidropsarus vulgaris (Cloquet, 1824)